# 大域次元
環論とホモロジー代数において、環 A の左（右）大域次元（英: global dimension）（または大域ホモロジー次元（英: global homological dimension）、ときには単にホモロジー次元（英: homological dimension）と呼ばれる）は、すべての左（右） A-加群の射影次元の集合の上限として定義される環のホモロジー的不変量である。それは非負の整数か無限大に値をとり l. gl. dim A （r. gl. dim A ）と書かれる。さらに両者が一致するときには単に大域次元と言い gl. dim A と書かれる。
一般の非可換環 A に対しては左と右の大域次元は異なるかもしれない。しかしながら、A が左かつ右ネーター環であれば、これらの大域次元は両方とも、定義が左右対称的な弱大域次元に等しいことがわかる。したがって、左かつ右ネーター環に対しては、両者は一致し、大域次元について話すことが正当化される。
大域次元は可換ネーター環の次元論で重要な技術的概念である。

## 例
A = k[x1, ..., xn] を体 k 上の n 変数多項式環とする。このとき A の大域次元は n と等しい。このステートメントはダフィット・ヒルベルトによる多項式環のホモロジー的性質の基礎的な研究にさかのぼる。ヒルベルトのsyzygy定理を参照。より一般的に、R が有限の大域次元 d のネーター環で A = R[x] が R 上一変数の多項式環であれば、A の大域次元は d + 1 に等しい。
自然数 n が平方因子を持たないときには環 Z/nZ の大域次元は無限大である。
体 k の標数が有限群 G の位数を割り切るとき群環 kG の左大域次元は無限大である。
1次のワイル代数 A1 は大域次元 1 の非可換ネーター整域である。

## 大域次元の特徴づけ
環 A の右大域次元は次の数と等しい。
- すべての巡回右 A-加群の射影次元の集合の上限
- すべての右 A-加群の射影次元の集合の上限
- すべての右 A-加群の移入次元の集合の上限
- sup{ d≥0 : Extd(M, N) ≠ 0 for some M, N ∈ Mod A }

A の左大域次元は上記リストの「右」を「左」にとりかえることによって得られる同様の特徴づけをもつ。

## 大域次元による特徴づけ
環の左または右大域次元が 0 であることと半単純であることは同値である。
環 A の左（右）大域次元が1以下であることと A が左（右）遺伝環であることは同値である。とくに、体でない可換単項イデアル整域は大域次元 1 をもつ。
ジャン＝ピエール・セールは次のことを証明した。可換ネーター局所環 A が正則であるのは大域次元が有限のとき、かつそのときに限る。さらにこのとき、大域次元は A のクルル次元と一致する。この定理によってホモロジー的手法を可換代数に応用する扉が開かれた。